# Verwording
De Verwording (De Grote Verwording) is een fictief gebied uit de boekencyclus Het Rad des Tijds van de schrijver Robert Jordan.
De verwording strekt zich uit over de werelddelen van Seanchan en De Oude Wereld. De natuurlijke grens wordt bepaald door een bergketen die bekendstaan als de Dhoembergen. Deze bergketen loopt door het noorden van Shara, het noorden van de Aiel-woestijn en ten noorden van de Grenslanden en vinden een vervolg in het noordelijk gedeelte van Seanchan.
Doordat de Seanchanen vreemde beesten als raken en To'raken in hun legers gebruiken is de Verwording in het noorden van Seanchan een stuk minder actief als die in De Oude Wereld.
Er leven geen Trolloks of Myrddraal in de Seanchaanse Verwording, alleen Draghkar.
De Verwording laat zich kenmerken als een kaal en verwoest gebied, dat in zijn geheel door de Duistere vergiftigd is. In dit gebied leven Trolloks, Myrddraal en andere schepselen van de Schaduw. Ten noorden van de Grenslanden ligt de vulkaan Shayol Ghul, de plaats waar de Duistere werd ingesloten. Een andere naam voor de Verwording is het gebied van de Verwoeste landen. Geschiedkundigen nemen aan dat dit gebied toneel is geweest van de strijd ten tijde van de Oorlog van Schaduw.
De laatste honderd jaar is de Verwording sterk gegroeid: twee Ogier stedding in de Dhoembergen waren verloren gegaan aan de Verwording.
Vijfenvijftig jaar vóór het Rad des Tijds werd het Grensland Malkier door verraad van diens koning prijsgegeven aan de Verwording.
Daarmee kwam Tarwins Kloof open te liggen voor Trolloklegers, en een Saidinpoort in Malkier - in Zeven Torens - kwam de Duistere ter beschikking te staan.
Aiel-woestijn · Altara · Amadicia · Andor · Arad Doman · Arafel · Cairhien · Eilanden van het Zeevolk · Falme · Geldan · Illian · Kandor · Land van de Waanzinnigen · Malkier · Mayene · Morland · Saldea · Seanchan · Shara · Shienar · Tarabon · Tar Valon · Tyr · de Verwording